# The Tragedy of Macbeth (film)
The Tragedy of Macbeth is een Amerikaans kostuumdrama uit 2021, onder regie van Joel Coen. Het is een verfilming van de gelijknamige tragedie van William Shakespeare. De hoofdrollen worden vertolkt door Denzel Washington, Frances McDormand, Brendan Gleeson en Harry Melling.

## Verhaal
In de 11e eeuw krijgt de Schotse generaal Macbeth van drie heksen de voorspelling te horen dat hij op een dag koning van Schotland zal worden. Gedreven door zijn persoonlijke ambities en gesteund door zijn echtgenote vermoordt hij koning Duncan. Het veroveren van de Schotse troon leidt echter ook Macbeths eigen ondergang in.

## Rolverdeling
| Acteur              | Personage        |
| ------------------- | ---------------- |
| Denzel Washington   | Lord Macbeth     |
| Frances McDormand   | Lady Macbeth     |
| Brendan Gleeson     | King Duncan      |
| Harry Melling       | Malcolm          |
| Corey Hawkins       | Macduff          |
| Moses Ingram        | Lady Macduff     |
| Sean Patrick Thomas | Monteith         |
| Alex Hassell        | Ross             |
| Lucas Barker        | Fleance          |
| Ralph Ineson        | De kapitein      |
| Kathryn Hunter      | De heksen        |
| Brian Thompson      | Jonge moordenaar |

## Productie
Actrice Frances McDormand raakte gepassioneerd door acteren toen ze in highschool het personage Lady Macbeth mocht vertolkten tijdens een schoolopvoering van de Shakespeare-tragedie Macbeth. In 2016 vertolkte ze het personage opnieuw in Daniel Sullivans theaterproductie Macbeth. Ze vroeg haar echtgenoot, filmregisseur Joel Coen, om ook een theaterproductie van Macbeth te regisseren, maar omdat hij zo onder de indruk van McDormands vertolking was, besloot Coen uiteindelijk om Macbeth te verfilmen.
In maart 2019 werd het project aangekondigd en raakte bekend dat naast McDormand en Coen ook acteur Denzel Washington en producent Scott Rudin aan de filmproductie zouden meewerken. Coens broer en vaste filmpartner Ethan Coen was niet bij het project betrokken.
In november 2019 raakte de casting van Brendan Gleeson en Corey Hawkins bekend. In januari 2020 werd ook beginnend actrice Moses Ingram aan het project toegevoegd. Harry Melling, die eerder ook al een rol vertolkt had in The Ballad of Buster Scruggs (2018) van de gebroeders Coen, werd gecast als Malcolm.
De opnames gingen in februari 2020 van start in Los Angeles. De film werd in zwart-wit opgenomen door de Franse cameraman Bruno Delbonnel. Coen vergeleek de uitstraling van de film met het Duits expressionisme. In maart 2020 werd de productie vanwege de coronapandemie opgeschort. De opnames waren op dat ogenblik al voor twee derde afgerond. Eind juli 2020 werden de opnames voortgezet en volledig afgerond. De volledige film werd opgenomen in de studio's van Warner Brothers.
In april 2021 kwam Rudin in opspraak vanwege grensoverschrijdend gedrag op de werkvloer. Om die reden haalde hij zijn naam van het project.

## Release
The Tragedy of Macbeth zal eind 2021 in de Amerikaanse bioscoop uitgebracht worden door A24. Nadien zal de film wereldwijd uitgebracht worden op streamingdienst Apple TV+. De film ging in première op 24 september 2021 op het New York Film Festival.

## Trivia
- De Shakespeare-tragedie Macbeth werd al meermaals verfilmd. Onder meer Orson Welles (in 1948), Roman Polański (in 1971) en Justin Kurzel (in 2015) regisseerden een verfilming van het bekende toneelstuk. Joel Coen bestempelde Troon van bloed (1957) van Akira Kurosawa als de beste verfilming van het toneelstuk.[4]